# Дан библиотекара Србије
Дан библиотекара Србије је успостављен 14. децембра 1947. године у Београду, а основало га је Друштво библиотекара Народне Републике Србије. Дан библиотекара Србије посвећен је свим библиотекарима и библиотечким стручњацима.

## О самом дану
Друштво библиотекара Народне Републике Србије основано је 14. децембра 1947. године у Универзитетској библиотеци Светозар Марковић у Београду. За прву председницу Друштва изабрана је Милица Продановић, једна од најзаслужнијих за његово оснивање, прва дама српског библиотекарства која је све до своје смрти била и почасна председница Друштва. Један од првих циљева Друштва важи и данас:да књига стигне до сваког грађанина Србије и информација. На скупштини Друштва у Аранђеловцу 1974.године библиотекари доносе одлуку да се 14.децембар сваке године обележава као Дан библиотекара Србије.
Дан библиотекара Србије посвећен је свим библиотекарима и библиотекчким стручњацима.

## О библиотекама
Библиотеке у већини мањих средина су једине установе културе и једина места где грађани могу да остварују своја, Уставом загарантована права на образовање и партиципацију у културним манифестацијама. Министарство културе и информисања у значајном обиму помаже програмске и друге потребе у библиотекама.

## О Библиотекарском друштву Србије
Друштво је основано под називом Друштво библиотекара Народне Републике Србије. Решењем Народне Републике Србије, Министарства унутрашњих послова од 16. јануара 1948. године одобрено је оснивање и рад Друштва са седиштем у Београду, а са подручјем делатности на територији Народне Републике Србије. Пред библиотекама су били нови задаци и неопходно је било реорганизовати рад у већ постојећим, као и усмерити развој новооснованих библиотека. Било је потребно да се кадар оспособи и уздигне на ниво струке.
Прва група стручњака положила је стручни библиотекарски испит тек 1928. године и до почетка рата у читавој Југославији било је свега око 30 стручних библиотекара.

### Промена имена
Током постојања Друштво је мењало назив.
- Друштво библиотекара НР Србије 1947—1964.
- Друштво библиотекара СР Србије 1964—1974.
- Савез библиотечких радника СР Србије 1975—1985.
- Друштво библиотечких радника Србије 11. јун 1985—1992.
- Библиотекарско друштво Србије 14. децембар 1992-данас